# Eleccions al Parlament Europeu de 2019 (Portugal)
Les Eleccions al Parlament Europeu de 2019 es van celebrar el diumenge 26 de maig de 2019 per escollir els 21 escons portuguesos del Parlament Europeu.

## Resultats
El Partit Socialista (PS) va ser el guanyador de les eleccions, amb un 33,4% dels vots, augmentant la seva quota un 2% respecte a les eleccions de 2014 i guanyant un escó adicional. El Partit Socialdemòcrata (PSD) va aconseguir el seu pitjor resultat en solitari, amb un 21,9% dels vots, a força distància dels socialistes. El Partit Popular (CDS) també va caure per sota de les expectatives amb un 6,2% dels vots, guanyant un sol escó.
Al seu torn, la Coalició Democràtica Unitària (CDU) també va obtenir el seu pitjor resultat en unes eleccions europees, perdent un eurodiputat i obtenint el menor percentatge de vot, un 6.9%. D'altra banda, el Bloc d'Esquerra (BE) va recuperar els nivells de suport anteriors, més que doblant la seva quota de vot fins al 9,8% i obtenint el segon eurodiputat.
La gran sorpresa de les eleccions va ser el resultat de Persones-Animals-Natura (PAN). Encapçalat per l'enginyer de camins André Silva, el PAN va aconseguir el 5,1% dels vots i va poder escollir el seu primer diputat al Parlament Europeu, superant les enquestes.
La participació, de nou, va caure al nivell més baix de la història, amb només el 30,7% dels votants. L'abstenció va assolir un nivell sense precedents del 99,04% per als ciutadans portuguesos residents a l'estranger.
| Candidatura         | Candidatura                                   | Vots       | %        | Escons | ±   |
| ------------------- | --------------------------------------------- | ---------- | -------- | ------ | --- |
|                     | Partit Socialista (PS)                        | 1.106.328  | 3.338,00 | 9 / 21 | 1   |
|                     | Partit Socialdemòcrata (PSD)                  | 727.224    | 2.194,00 | 6 / 21 | =   |
|                     | Bloco de Esquerda (BE)                        | 325.533    | 982,00   | 2 / 21 | 1   |
|                     | Coalició Democràtica Unitària (PCP-PEV)       | 228.156    | 688,00   | 2 / 21 | 1   |
|                     | CDS – Partit Popular (CDS-PP)                 | 205.106    | 619,00   | 1 / 21 | =   |
|                     | Persones-Animals-Natura (PAN)                 | 168.501    | 508,00   | 1 / 21 | 1   |
|                     | Aliança (A)                                   | 61.753     | 186,00   | 0      | Nou |
|                     | LIVRE/Tempo de Avançar (LIVRE)                | 60.575     | 183,00   | 0      | =   |
|                     | Chega! (coalició)                             | 49.496     | 149,00   | 0      | =   |
|                     | Nosaltres, Ciutadans                          | 34.672     | 105,00   | 0      | Nou |
|                     | Iniciativa Liberal (IL)                       | 29.120     | 88,00    | 0      | Nou |
|                     | PCTP/MRPP                                     | 27.223     | 82,00    | 0      | =   |
|                     | Partit Nacional Renovador (PNR)               | 16.165     | 49,00    | 0      | =   |
|                     | Partit Democràtic Republicà (PDR)             | 15.790     | 48,00    | 0      | Nou |
|                     | Partit Unit de Jubilats i Pensionistes (PURP) | 13.582     | 41,00    | 0      | Nou |
|                     | Partit Laborista Portuguès (PTP)              | 8 640      | 26,00    | 0      | =   |
|                     | Moviment Alternativa Socialista (MAS)         | 6 641      | 20,00    | 0      | =   |
| Vots nuls           | Vots nuls                                     | 229.909    | 693,00   | n/a    | n/a |
| Votants             | Votants                                       | 3.314.414  | 100,00   | 21     |     |
| Electors registrats | Electors registrats                           | 10.786.068 | 3.073,00 |        |     |

### Distribució per grups europeus
| Grups | Grups                                                  | Partits                                                   | Escons | Total | %      |
| ----- | ------------------------------------------------------ | --------------------------------------------------------- | ------ | ----- | ------ |
|       | Aliança Progressista de Socialistes i Demòcrates (S&D) | - Partit Socialista (PS)                                  | 9      | 9     | 42.86  |
|       | Grup del Partit Popular Europeu (EPPG)                 | - Partit Socialdemòcrata (PSD) - Partit Popular (CDS–PP)  | 6 1    | 7     | 33.33  |
|       | L'Esquerra en el Parlament Europeu (GUE/NGL)           | - Partit Comunista Portuguès (PCP) - Bloc d'Esquerra (BE) | 2 2    | 4     | 19.05  |
|       | Els Verds/Aliança Lliure Europea (G/EFA)               | - Persones-Animals-Natura (PAN)                           | 1      | 1     | 4.76   |
|       |                                                        |                                                           |        |       |        |
| Total | Total                                                  | Total                                                     | 21     | 21    | 100.00 |